# ۱۱۳۸ (میلادی)
۱۱۳۸ (میلادی) هزار و صد و سی و هشتمین سال تقویم میلادی است.
‎